# Porpitidae
Famille
Les Porpitidae forment une famille de cnidaires hydrozoaires pélagiques, aussi appelés chondrophores.

## Description et caractéristiques
Ce sont des hydroïdes coloniaux mobiles, qui flottent à la surface de l'eau à maturité. Ils sont constitués par un squelette interne en chitine, formant une chambre de flottaison recouverte par un manteau. Différents polypes spécialisés sont chargés de la capture des proies (planctoniques) et de la digestion.

## Liste des genres
Selon World Register of Marine Species (22 septembre 2015) :
- genre Porpita Lamarck, 1801
  - espèce Porpita porpita (Linnaeus, 1758)
  - espèce Porpita prunella (Haeckel, 1888)
- genre Velella Lamarck, 1801
  - espèce Velella velella (Linnaeus, 1758)

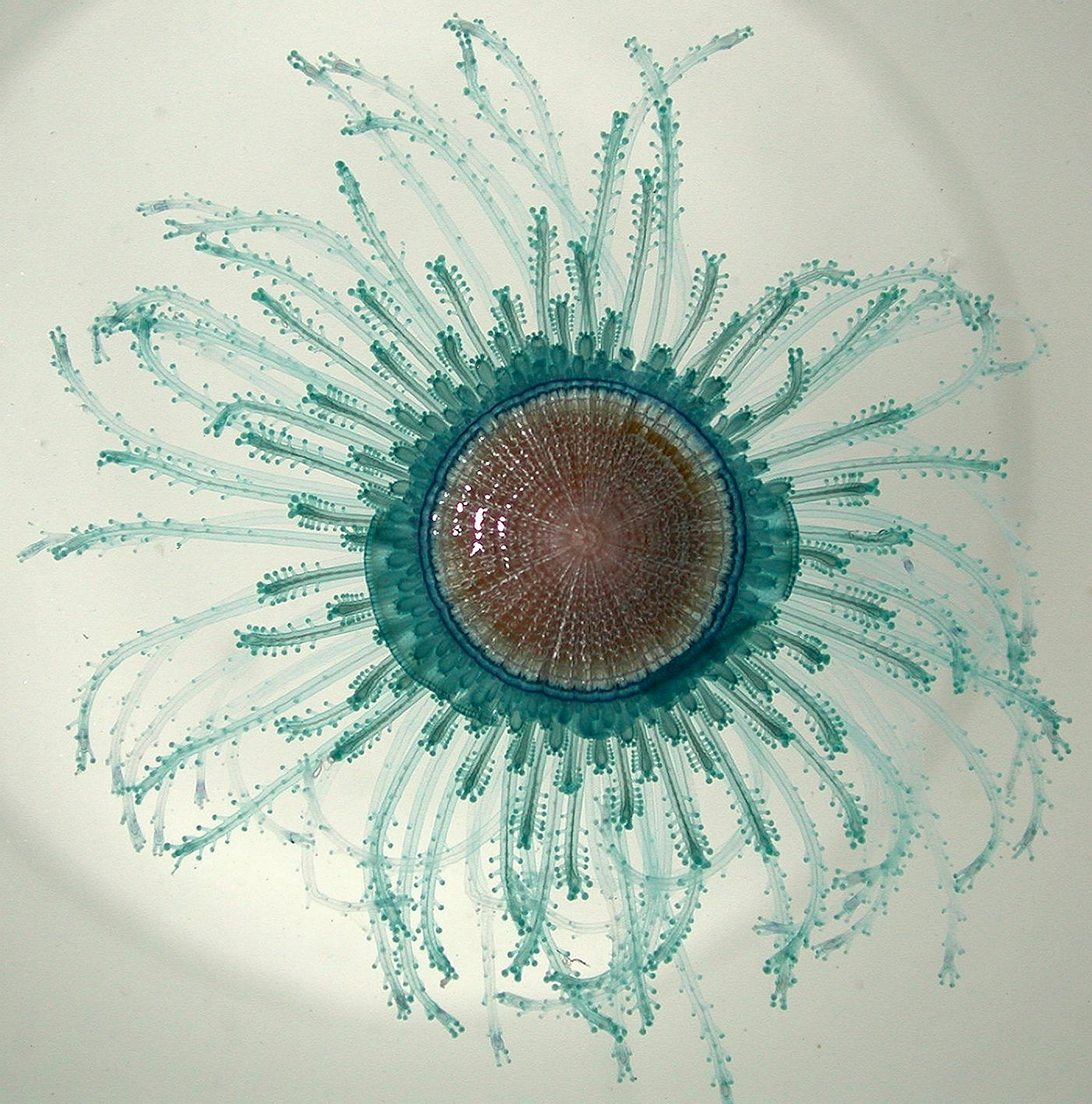
Porpita porpita
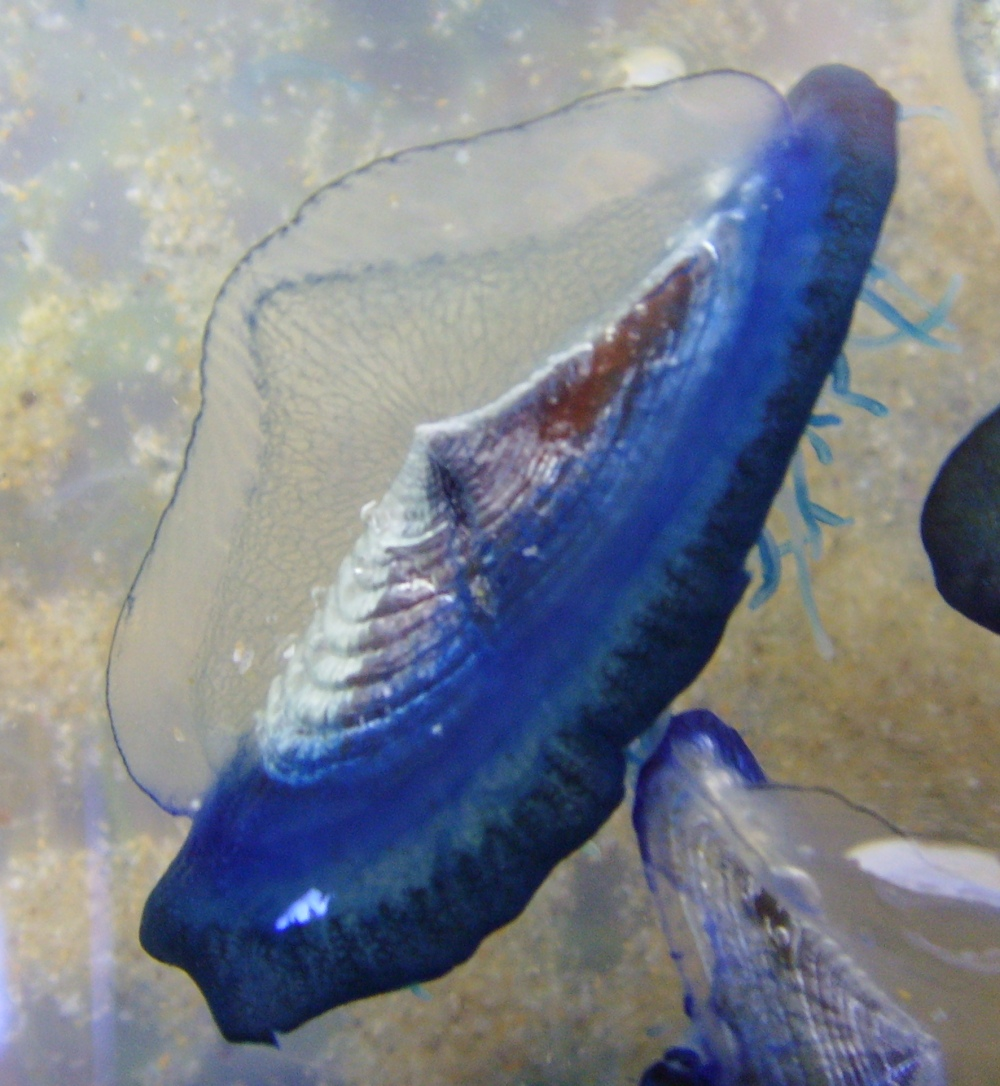
Velella velella